# Cochlearia aragonensis
Cochlearia aragonensis là một loài thực vật có hoa trong họ Cải. Loài này được Coste & Soulié mô tả khoa học đầu tiên năm 1911.